# Іванів Андрій
Іванів Андрій (нар. 23 (10) жовтня 1901, Харків – 1 червня 1974, Ошава, Канада) — військовий і громадський діяч; козак кулеметної ватаги полку Чорних запорожців, вояк дивізії «Галичина», член Союзу бувших вояків.

## Біографічні відомості
Іванів Андрій народився у 1901 році, на Харківщині. Військові звання: хорунжий Армії УНР (1920), поручник.
Лицар Залізного хреста, Хреста Симона Петлюри і Воєнного хреста УНР.
На еміграції був у Польщі, Німеччині, Італії, Великій Британії та Канаді.
Помер 1 червня 1974 року, у Канаді.